# Локалита Тразубије (Гросето)
Локалита Тразубије (итал. Località Trasubbie) је насеље у Италији у округу Гросето, региону Тоскана.
Према процени из 2011. у насељу је живело 14 становника. Насеље се налази на надморској висини од 40 м.